# Lago Míchigan
El lago Míchigan es uno de los cinco Grandes Lagos de Norteamérica. Está rodeado por los estados de Indiana, Illinois, Wisconsin y Míchigan, que recibe su nombre del lago.
El lago Míchigan es el único de los Grandes Lagos que se encuentra completamente dentro del territorio de los Estados Unidos; los otros están compartidos con Canadá. Con 57 750 km², una superficie similar a la de Croacia, es el mayor lago perteneciente a un único país y el quinto a escala mundial. Llega a alcanzar una profundidad de 281 m. Su volumen es de 4918 km cúbicos de agua. Está al mismo nivel que el lago Hurón, con el que se conecta a través de los estrechos de Mackinac.
Alrededor de 12 millones de personas viven a lo largo de la costa del lago Míchigan. Muchas de estas ciudades son pequeños centros turísticos que viven de las ventajas que ofrece la belleza y oportunidades de recreo del lago Míchigan. Estas ciudades incrementan su población en temporada alta gracias a los llegados de Chicago y Milwaukee.

## Toponimia
La palabra michigan se cree que deriva del término ojibwa ᒥᓯᑲᒥ (leído como michi-gami or mishigami), que significa "mucha agua".

## Historia
Algunos de los primeros habitantes humanos de la región del Lago Míchigan fueron los indios Hopewell. Su cultura en crisis después del año 800 d. C., y durante los siguientes cien años, la región estuvo habitada por pueblos conocidos como los indios silvícolas. A principios del siglo XVII, cuando los exploradores europeos hicieron sus primeras incursiones en la región, se encontraron con los descendientes de los indios silvícolas: los chippewa; menomini; sauk; meskwaki; winnebago; miami; ottawa; y los potawatomi. Se cree que el explorador francés Jean Nicolet ha sido el segundo no nativo americano para llegar al lago Míchigan, posiblemente en 1634 o 1638.
El lago Míchigan está unido a través del estrechos de Mackinac con el lago Hurón, y el cuerpo combinado de agua a veces es llamado Míchigan-Huron (o también Huron-Míchigan). Los estrecho de Mackinac eran una importante ruta nativo americana y de comercio de piel. Situada al sur de los estrechos esta la ciudad de Mackinaw City, Míchigan, el sitio de Fort Michilimackinac, una fortaleza francesa fundada en 1715, y en el lado norte esta St. Ignace, Míchigan, sede de una misión católica francesa para los indios, fundada en 1671. En 1673, Jacques Marquette, Louis Jolliet y su tripulación de cinco voyageurs métis siguieron el lago Míchigan a Green Bay y el río Fox, casi hasta su cabecera, en búsqueda del río Misisipi. El extremo oriental de los estrechos era controlado por Fort Mackinac en Mackinac Island, una base militar británica y luego estadounidense de comercio de pieles, fundada en 1781.
Con el advenimiento de la exploración en la zona a finales del siglo XVII, el lago Míchigan se convirtió en parte de una línea de vías marítimas que iban del río San Lorenzo hasta el Misisipi y de allí hasta el Golfo de México. Coureur des bois franceses y voyageurs establecieron pequeños puertos y comunidades comerciales, tales como Green Bay, en el lago durante los finales del siglo XVII y principios del siglo XVIII.
En el siglo XIX, el lago Míchigan jugó un papel importante en el desarrollo de Chicago y el medio oeste de Estados Unidos al oeste del lago. Por ejemplo, el 90% del grano enviados a Chicago durante los años antes de la guerra civil llegaron sobre el lago Míchigan, y sólo en raras ocasiones por debajo del 50% después de la Guerra Civil y la gran expansión del transporte ferroviario.
La primera persona en llegar al fondo profundo del lago Míchigan fue J. Val Klump, un científico de la Universidad de Wisconsin en Milwaukee. Klump llegó al fondo a través de sumergibles como parte de una expedición de investigación en 1985.
En 2007, una hilera de piedras en paralelo a una antigua línea de costa fue descubierto por Mark Holley, profesor de arqueología subacuática en la Northwestern Michigan College. Esta formación se encuentra a 12 m por debajo de la superficie del lago. Una de las piedras se dice que tiene un grabado parecido a un mammut. Hasta ahora la formación no ha sido autenticada.

## Geografía
Lago Míchigan es el único de los Grandes Lagos que se encuentra en su totalidad dentro de las fronteras de los Estados Unidos; los otros son compartidos con Canadá. Tiene una superficie de 58 000 km², lo que lo convierte en el lago más grande enteramente dentro de un país por superficie (el lago Baikal, en Rusia, es el más grande por volumen de agua), y el quinto mayor lago en el mundo. Tiene 494 kilómetros de largo y 190 kilómetros de ancho con una costa de 2640 kilómetros de largo. La profundidad media del lago es de 85 metros, mientras que su mayor profundidad es de 281 m. contiene un volumen de 4 918 km³ de agua. Green Bay en el noroeste es la bahía más grande. Grand Traverse Bay en el noreste es otra gran bahía.

### Principales ciudades

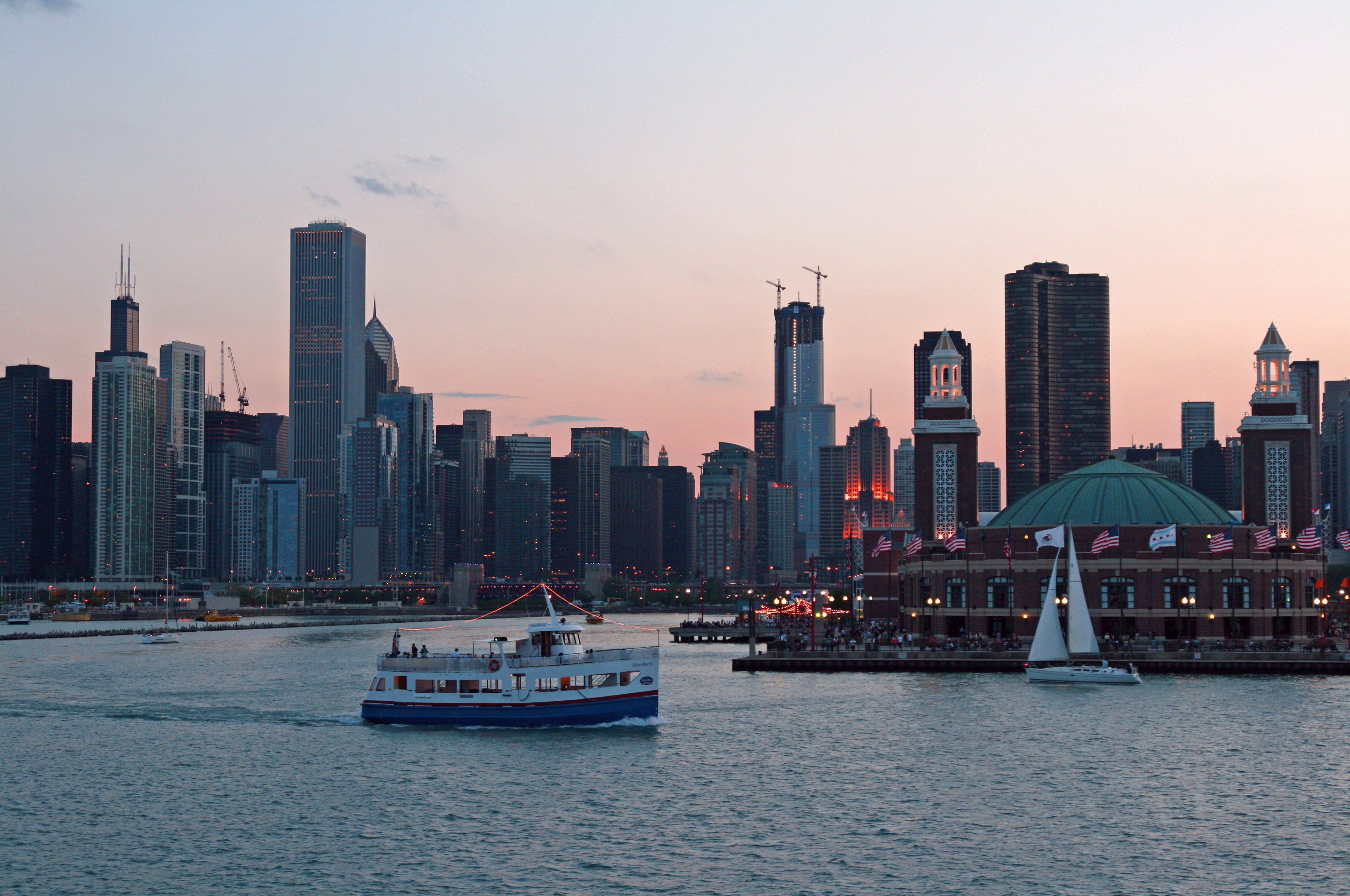
Chicago es la ciudad más grande a orillas del lago Míchigan.

Alrededor de 12 millones de personas viven a lo largo de la costa del lago Míchigan. Muchas pequeñas ciudades del norte de Míchigan se centran en un turismo que se aprovecha de la belleza y las oportunidades recreativas que ofrece el lago Míchigan. Estas ciudades tienen grandes poblaciones de temporada que llegan desde Chicago, Milwaukee, Detroit, y ciudades del interior de Míchigan. El extremo sur del lago es muy industrializado. Las ciudades a orillas del lago Míchigan con poblaciones de más de 30 000 habitantes son:
| Illinois - Chicago - Evanston - Highland Park - North Chicago - Waukegan |  | Indiana - East Chicago - Gary - Hammond - Michigan City - Portage |  | Míchigan - Holland - Muskegon - St. Joseph - Benton Harbor |  | Wisconsin - Green Bay - Kenosha - Manitowoc - Milwaukee - Racine - Sheboygan |

### Conexión al mar y aguas abiertas
La vía marítima del San Lorenzo y la hidrovía de los Grandes Lagos abrieron los Grandes Lagos a buques oceánicos. Los portacontenedores oceánicos más amplios no se ajustan a través de las esclusas en estas rutas, y por lo tanto el envío se limita en los lagos. A pesar de su gran tamaño, grandes sectores de los Grandes Lagos se congelan en invierno, interrumpiendo la mayor parte de los embarques. Algunos rompehielos surcan los lagos.
Los Grandes Lagos también están conectados por el Canal de Illinois hasta el Golfo de México a través del río Illinois (de Chicago) y el río Misisipi. Una pista alternativa es a través del río Illinois (de Chicago), el Misisipi, el Ohio y, a continuación, a través de la Hidrovía Tennessee-Tombigbee (combinación de una serie de ríos y lagos y canales), a la bahía de Mobile y el Golfo.
Las embarcaciones de recreo pueden entrar o salir de los Grandes Lagos a través del Canal de Erie y el río Hudson en Nueva York. El canal de Erie se conecta a los Grandes Lagos en el extremo este del lago Erie (en Búfalo, Nueva York) y en el lado sur del lago Ontario (en Oswego, Nueva York).

### Playas

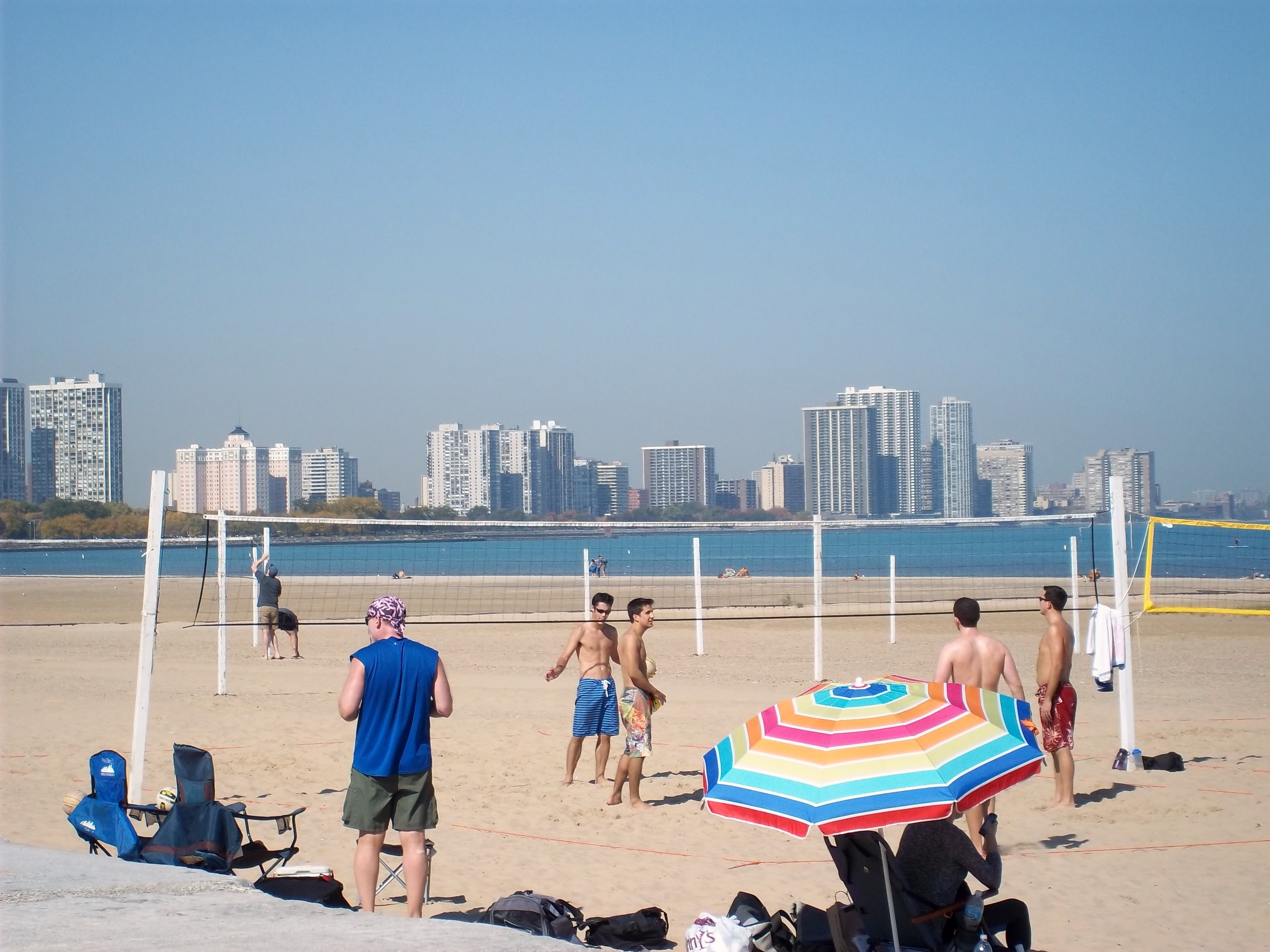
Montrose Beach en el Lincoln Park de Chicago.

El lago Míchigan tiene muchas playas. En ocasiones se refieren a la región como la "tercera costa" de los Estados Unidos, después de las del océano Atlántico y el océano Pacífico. La arena es suave y de color blanquecino, conocido como "arenas que cantan" por el chirrido (causado por el alto contenido de cuarzo) que se produce cuando se camina a través de ella. A través de la costa hay muchas dunas altas de arena cubiertas de hierba verde y 'cerezas de playa' (Prunus pumila) y el agua es normalmente transparente y fresca (entre 13 y 27 °C), incluso a finales del verano. Debido a los vientos occidentales predominantes tienden a moverse las aguas superficiales hacia el este, hay un flujo de agua más caliente a orillas del Míchigan en verano. En las playas del lago Míchigan en el norte de Míchigan es el único lugar en el mundo, además de algunos lagos del interior de esa región, donde se pueden encontrar piedras Petoskey, la piedra del estado.
Las playas de la costa oeste y el extremo norte de la costa este son a menudo rocosas, con algunas playas de arena debido a las condiciones locales; mientras que las playas del sur y del este son típicamente de arena y cubiertas de dunas. Esto es en parte debido a los vientos dominantes del oeste (que también causan gruesas capas de hielo en la costa oriental en invierno).
La zona ribereña de Chicago está compuesta de parques, playas, puertos y marinas, y desarrollos residenciales. Donde no hay playas o marinas, piedras o revestimientos de hormigón protegen la costa de la erosión.

### Transbordadores
La gente puede cruzar el lago Míchigan por el SS Badger, un ferry que va de Manitowoc, Wisconsin, a Ludington, Míchigan. El Lake Express, establecida en 2004, lleva a los automovilistas de todo el lago entre Milwaukee, Wisconsin, y Muskegon, Míchigan.

### Parques

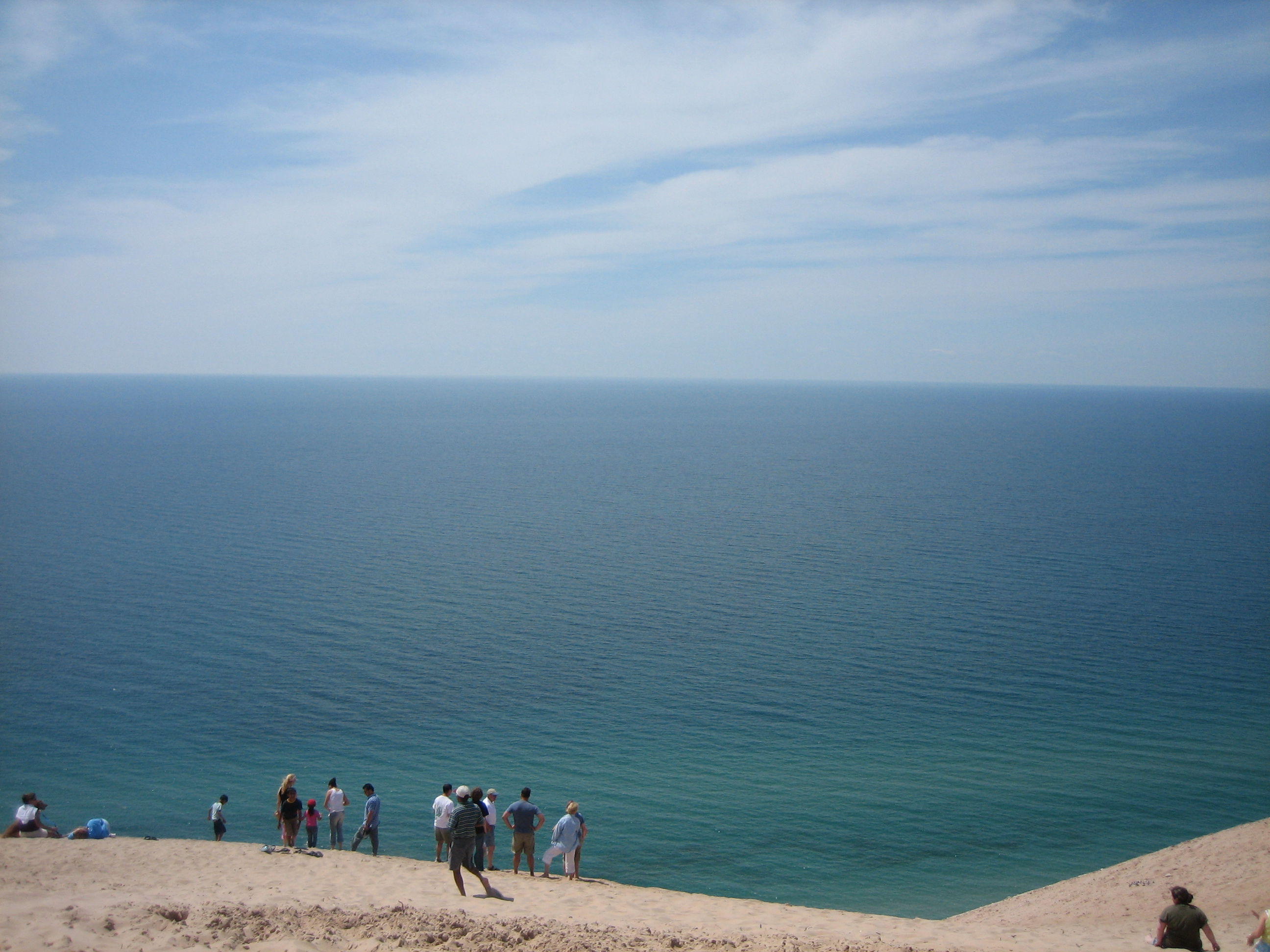
El Sleeping Bear Dunes National Lakeshore.

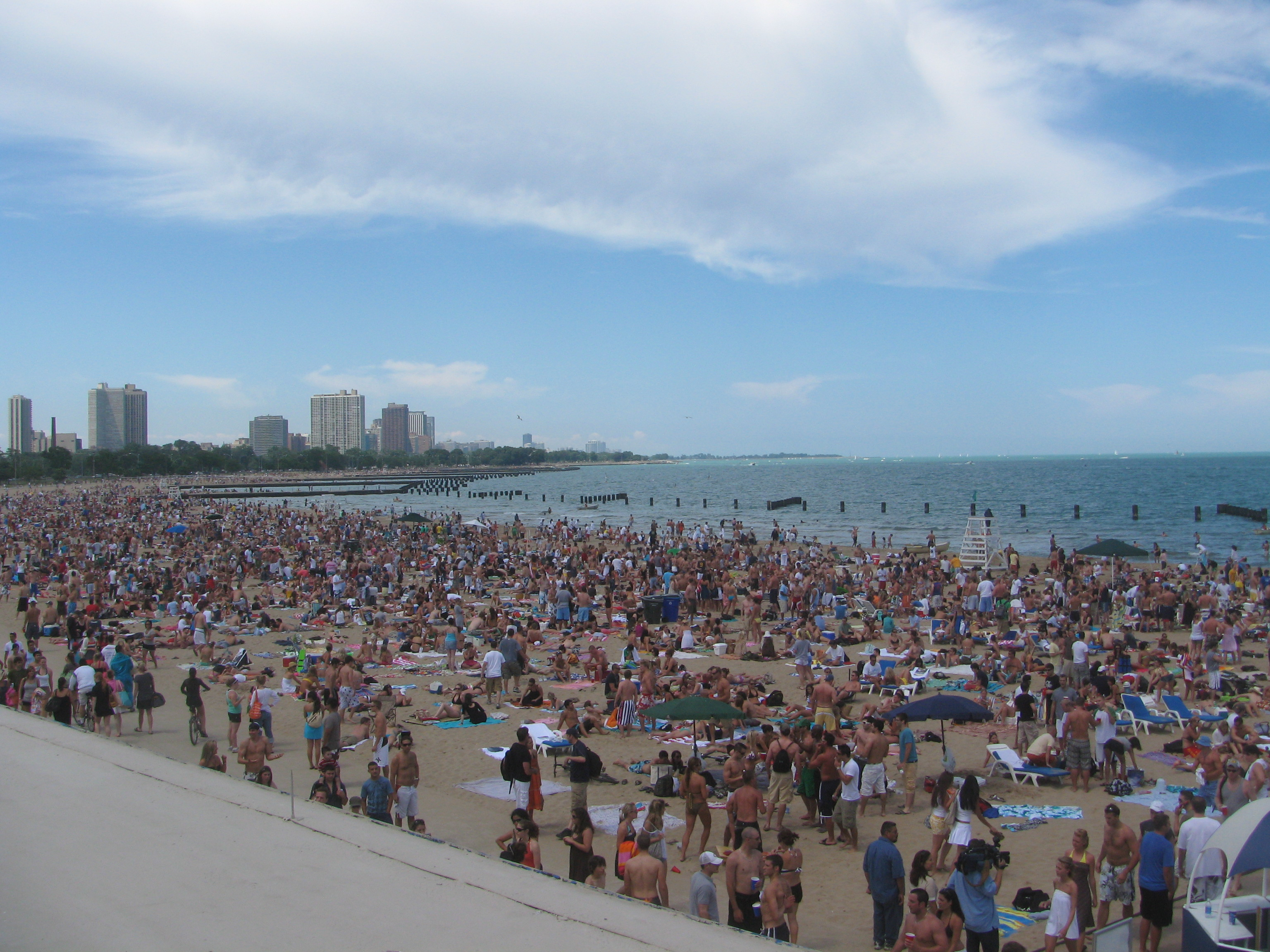
North Avenue Beach, Chicago.

El Servicio de Parques Nacionales mantiene el Sleeping Bear Dunes National Lakeshore y el Indiana Dunes National Lakeshore. Las partes de la costa se encuentran dentro del Bosque Nacional de Hiawatha y el Bosque Nacional de Manistee. La sección Manistee Forestal Nacional de la costa incluye el desierto Nordhouse Dunes. La división del lago Míchigan de las Islas Michigan National Wildlife Refuge está también dentro del lago.
Hay numerosos parques estatales y locales situados en las orillas del lago o en islas dentro del lago. Una lista parcial sigue.
- Chicago Park District Beaches
- Duck Lake State Park
- Fayette Historic State Park
- Fisherman's Island State Park
- Grand Haven State Park
- Grand Mere State Park
- Harrington Beach State Park
- Holland State Park
- Hoffmaster State Park
- Illinois Beach State Park
- Indian Lake State Park
- Indiana Dunes State Park
- Ludington State Park
- Leelanau State Park
- Mears State Park
- Muskegon State Park
- Newport State Park (Condado de Door)
- Orchard Beach State Park
- Peninsula State Park (Condado de Door)
- Potawatomi State Park (Condado de Door)
- Racine Zoo
- Rock Island State Park (Condado de Door)
- Saugatuck Dunes State Park
- Silver Lake State Park
- Traverse City State Park
- Terry Andrae State Park
- Van Buren State Park
- Warren Dunes State Park
- Wells State Park
- Whitefish Dunes State Park
- Wilderness State Park

## Pesca
El Lago Míchigan es el hogar de una gran variedad de especies de peces y otros organismos. Originalmente fue el hogar del corégono de lago, la trucha de lago, la perca amarilla, panfish, lobina, lobina de boca chica, amia, así como algunas especies de bagre. Como resultado de las mejoras en el Canal Welland en 1919, una invasión de las lampreas de mar, y la sobreexplotación provocó una disminución de las poblaciones de truchas nativas del lago, causando el aumento en la población de otra especie invasora, la alosa. Como resultado, los salmónidos incluyendo varias cepas de la trucha marrón, la trucha arcoíris, el salmón coho y el salmón chinook se introdujeron como depredadores de alosas para disminuir su población. Este programa tuvo tanto éxito que la población introducida de la trucha y el salmón explotó, lo que desembocó en la creación de una gran pesquería deportiva para las especies introducidas de salmón y trucha. El lago Míchigan está abastecido anualmente con la trucha arcoíris, la trucha marrón, el salmón coho y el salmón chinook, que también han comenzado su reproducción natural en algunos afluentes del lago Míchigan. Sin embargo, varias especies invasoras introducidas como las lampreas, gobio redondo, mejillones cebra y los mejillones quagga siguen causausando grandes cambios en la claridad del agua y la fertilidad, dando lugar a cambios importantes en el ecosistema del lago Míchigan, y amenazando la vitalidad de las poblaciones de peces.

### Pesca comercial
La pesca en aguas interiores de los Estados Unidos son pequeñas en comparación con las pesquerías marinas. Las pesquerías más grandes son los desembarques de los Grandes Lagos, por valor de alrededor de $13 millones en 2003. La pesquería comercial de hoy de Míchigan se compone principalmente de 150 operaciones de la tribu con licencia de pesca comercial a través de la Chippewa-Ottawa Resource Authority (CORA) y tribus pertenecientes a la Great Lakes Indian Fish and Wildlife Commission (GLIFWC) que pesca el 50 por ciento de la captura comercial de los Grandes Lagos en aguas de Míchigan, y 45 empresas de pesca comercial con licencia del estado. La principal especie comercial es el corégono de lago (Coregonus clupeaformis). La cosecha anual se redujo de cosechas anuales promedio de 5.000.000 kg de 1981 a 1999, a las cosechas anuales más recientes de 3.600.000 a 4.300.000 kg.

### Pesca deportiva
La pesca deportiva incluye salmón, pescado blanco, olido, trucha de lago y lucioperca. A finales de 1960, el éxito de los programas de repoblación del salmón del Pacífico, llevaron al desarrollo de la industria de pesca del lago Míchigan.

## Imágenes

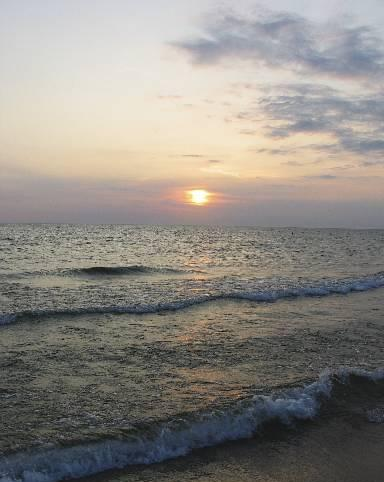
Puesta de sol en el lago Míchigan.
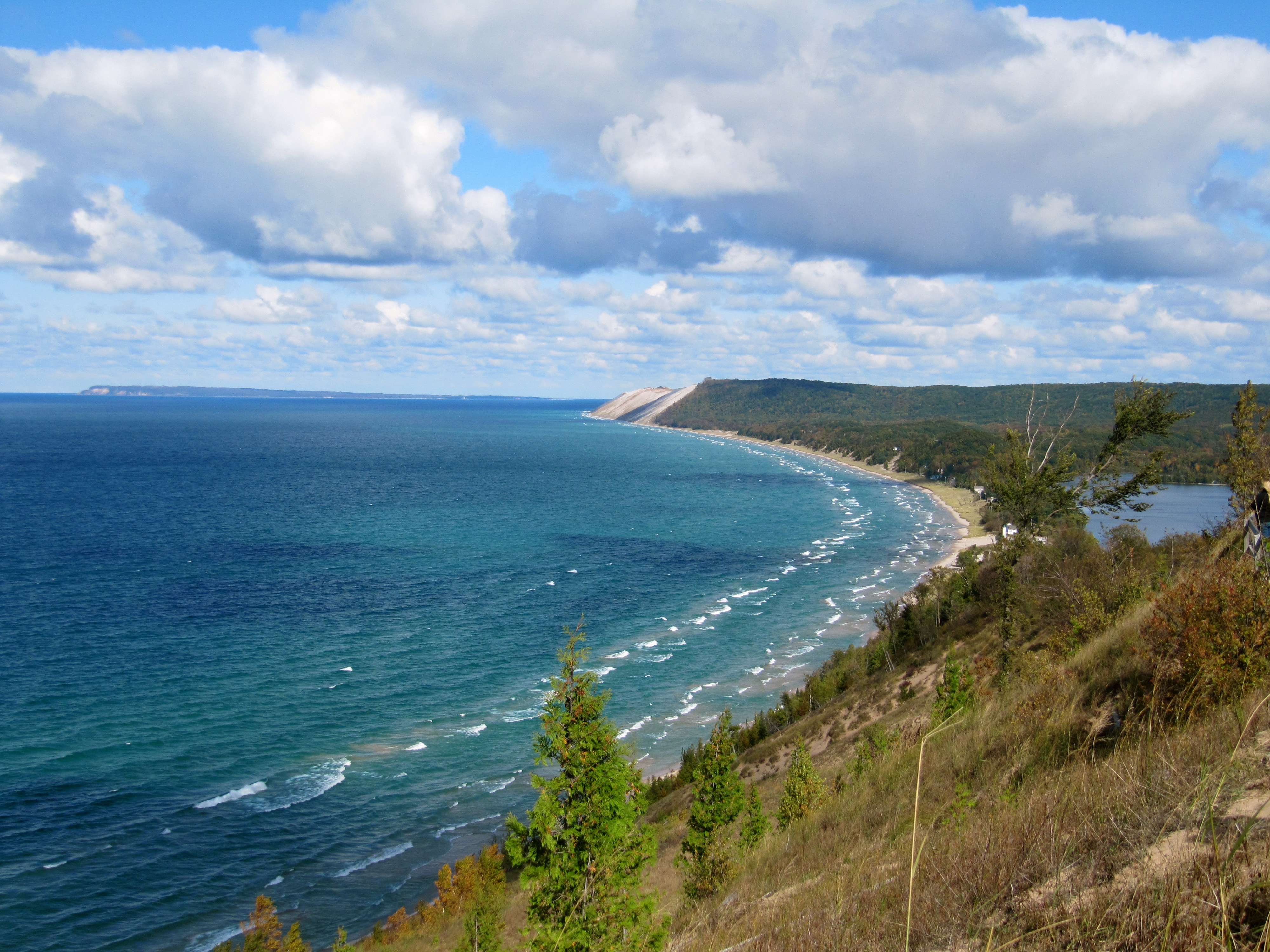
Dunas del oso durmiente.
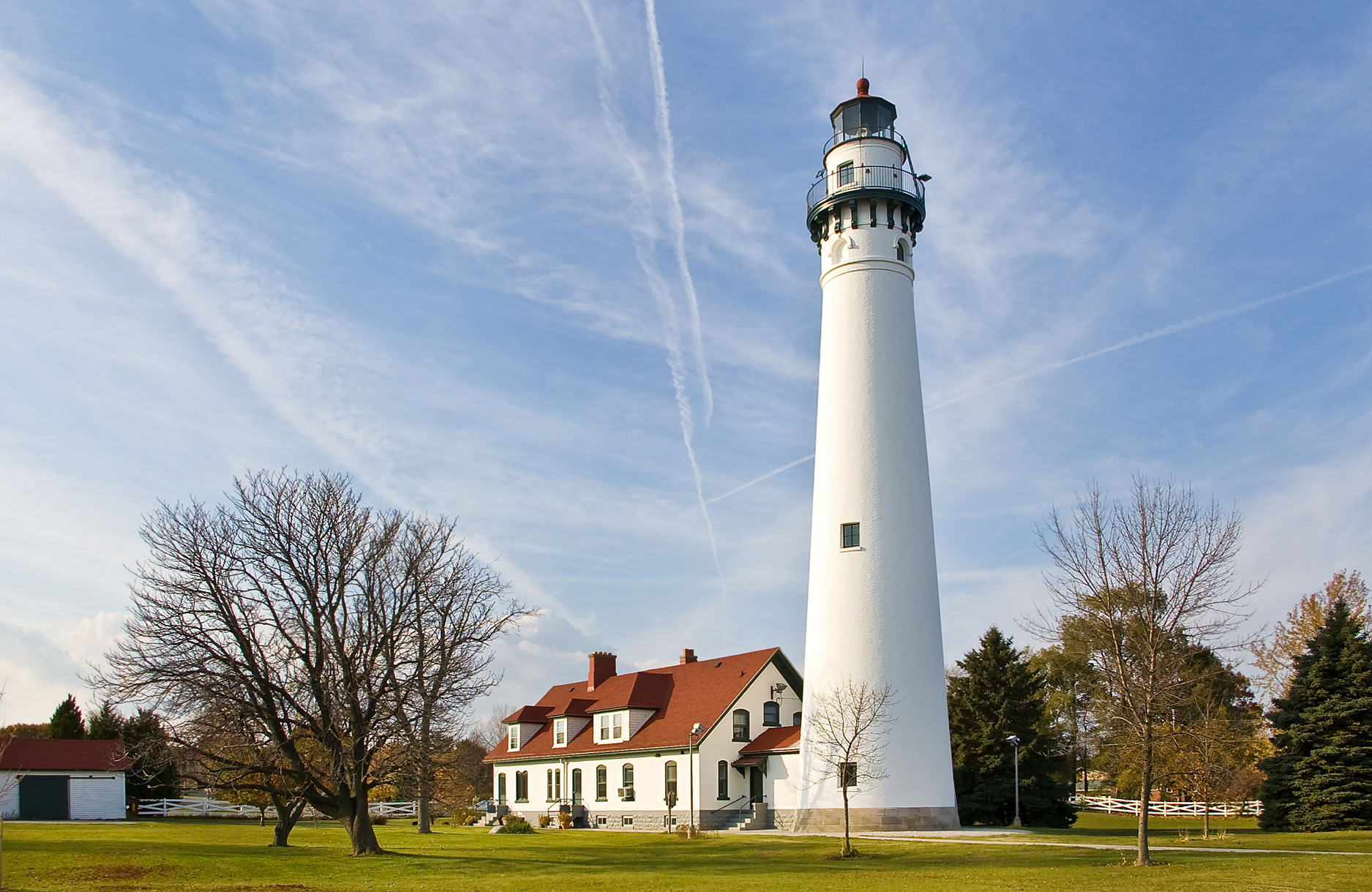
Faro en Wind Point, Wisconsin.
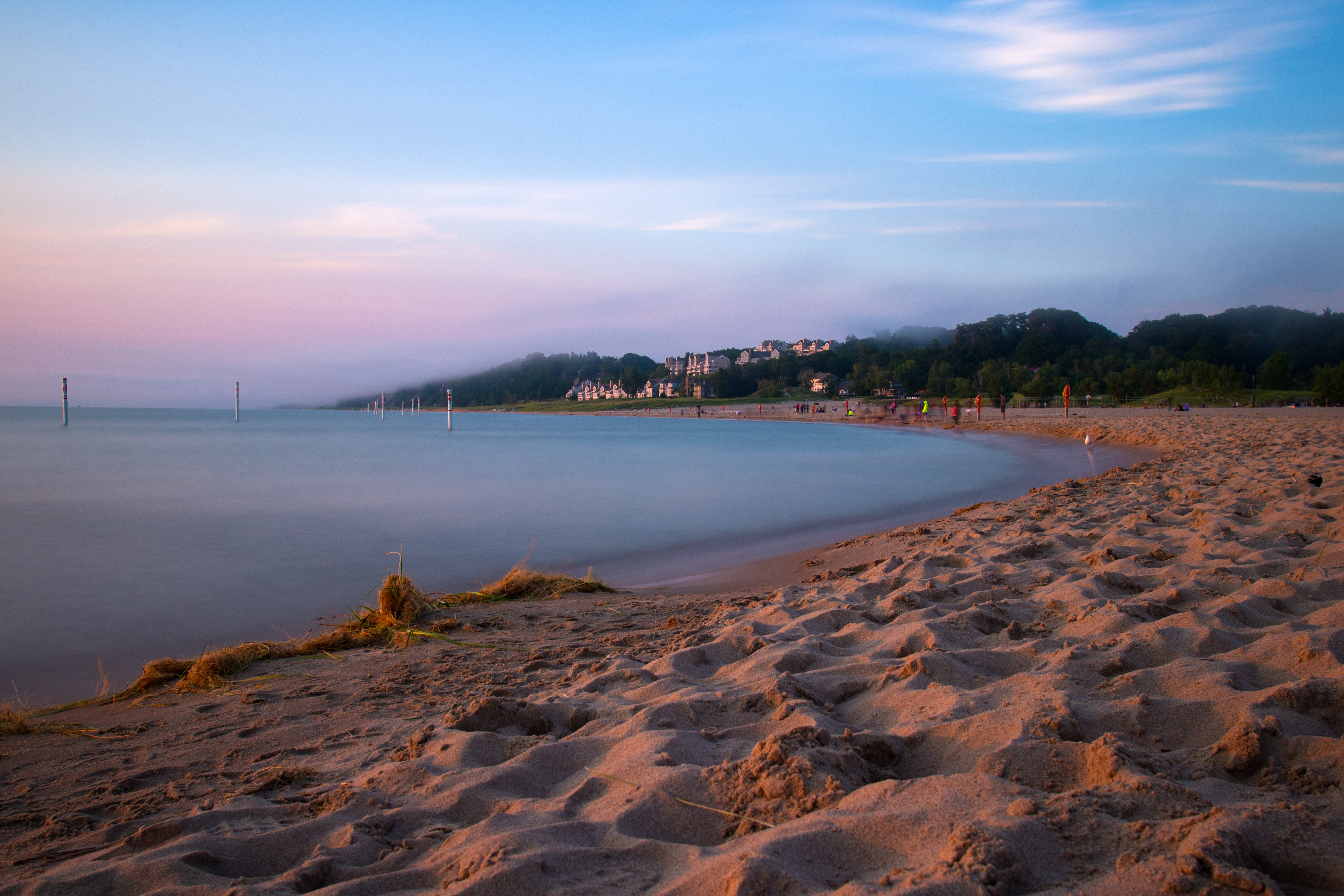
Holland State Park.
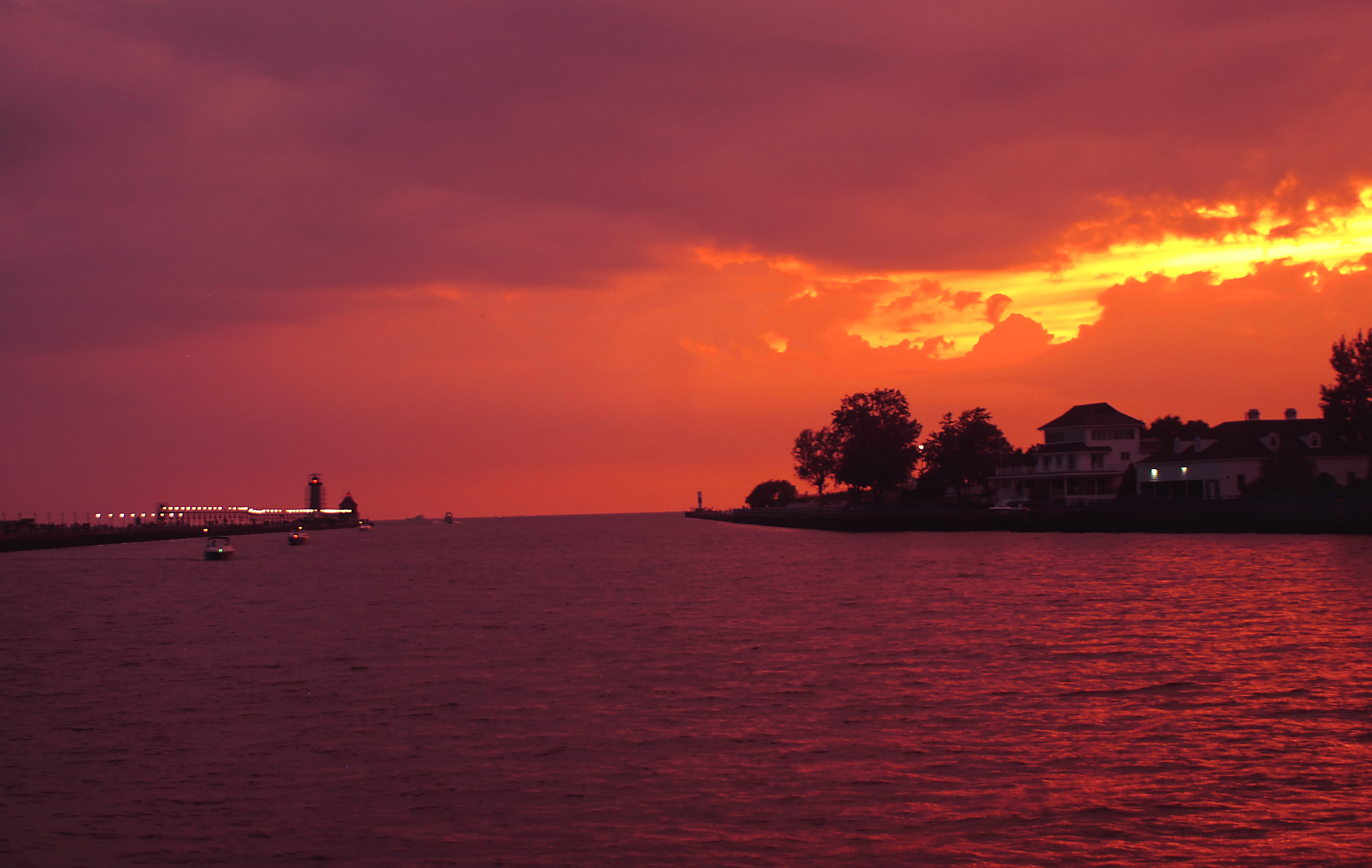
Grand Haven.
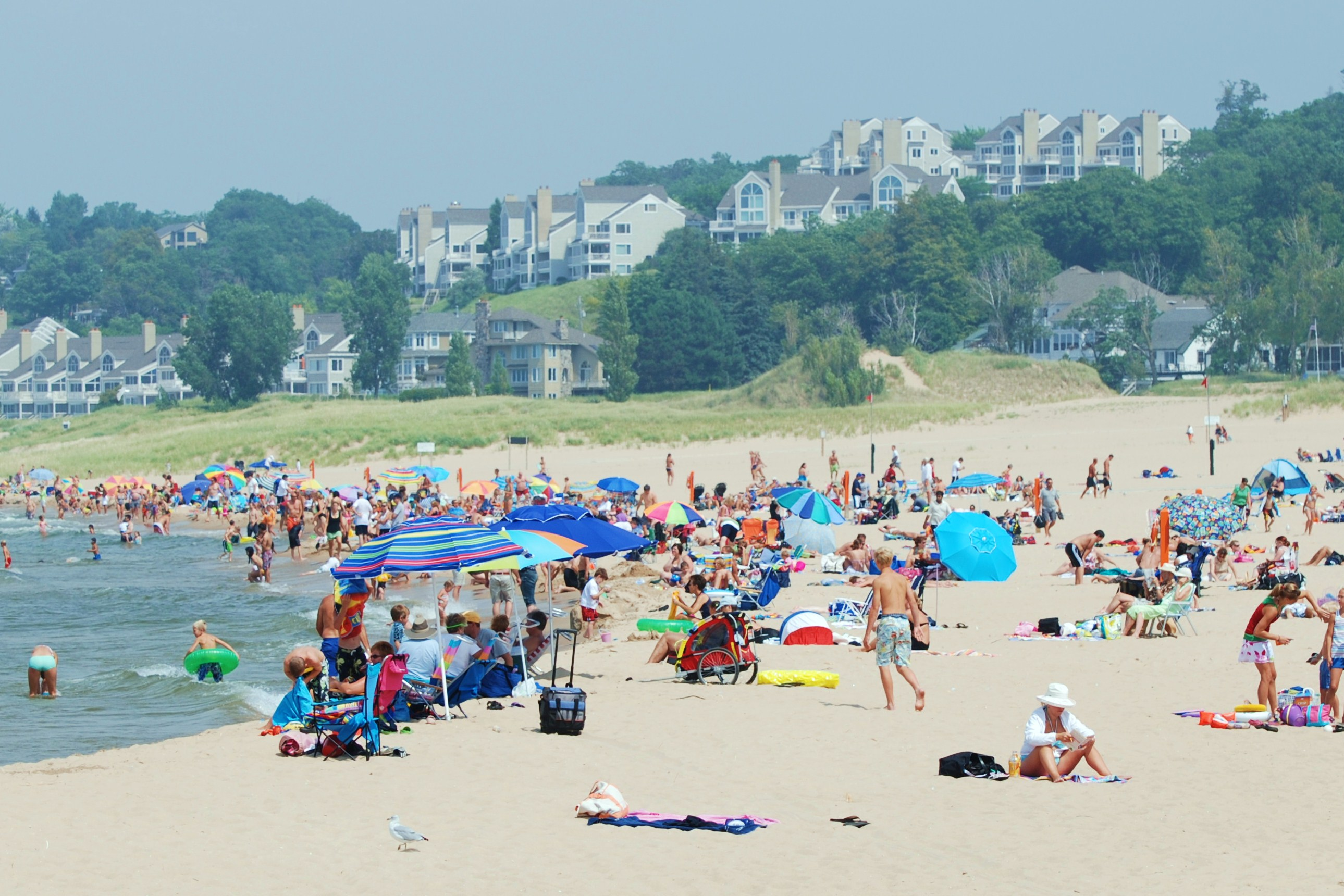
Holland State Park.
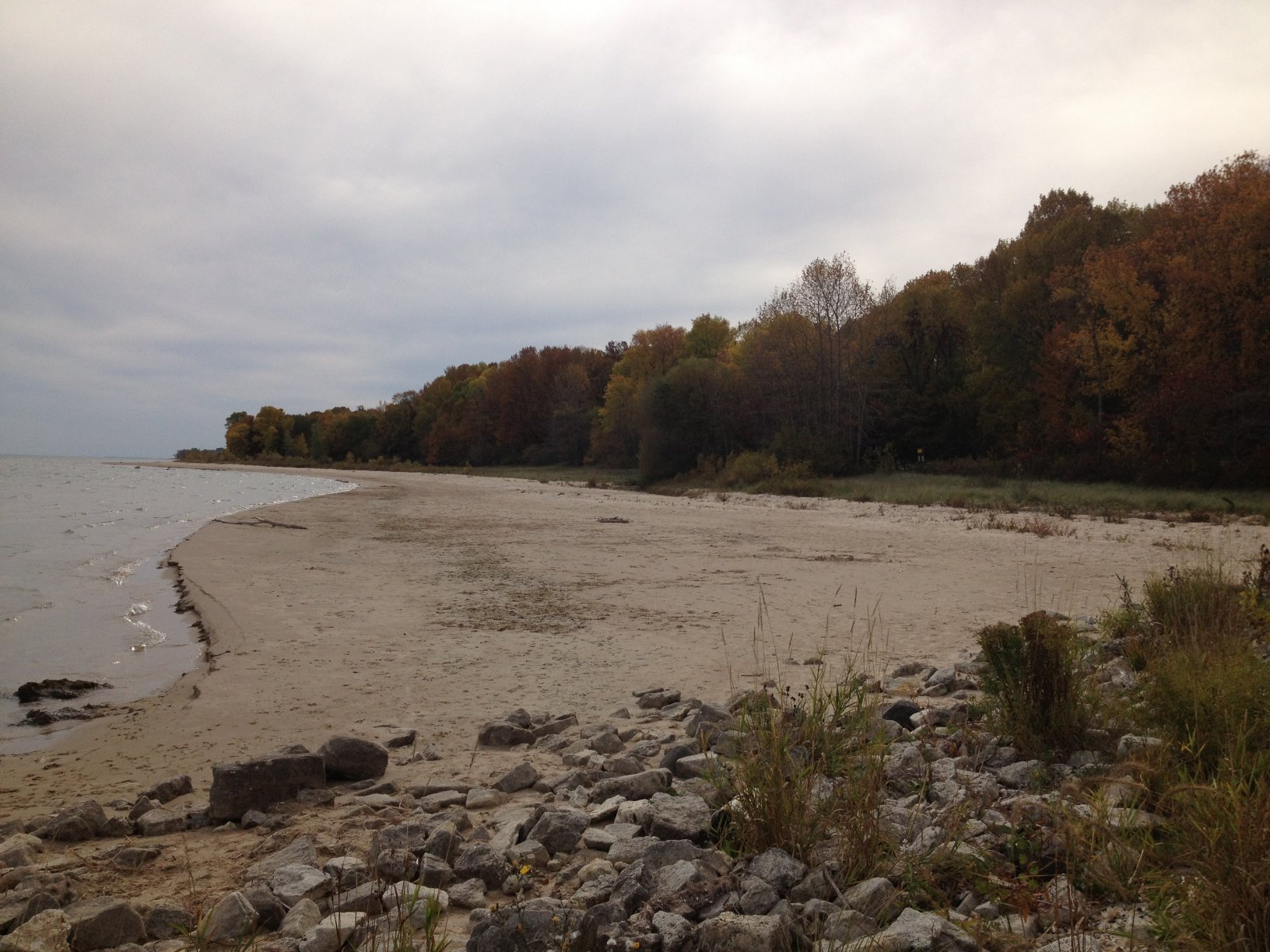
Harrington Beach State Park.
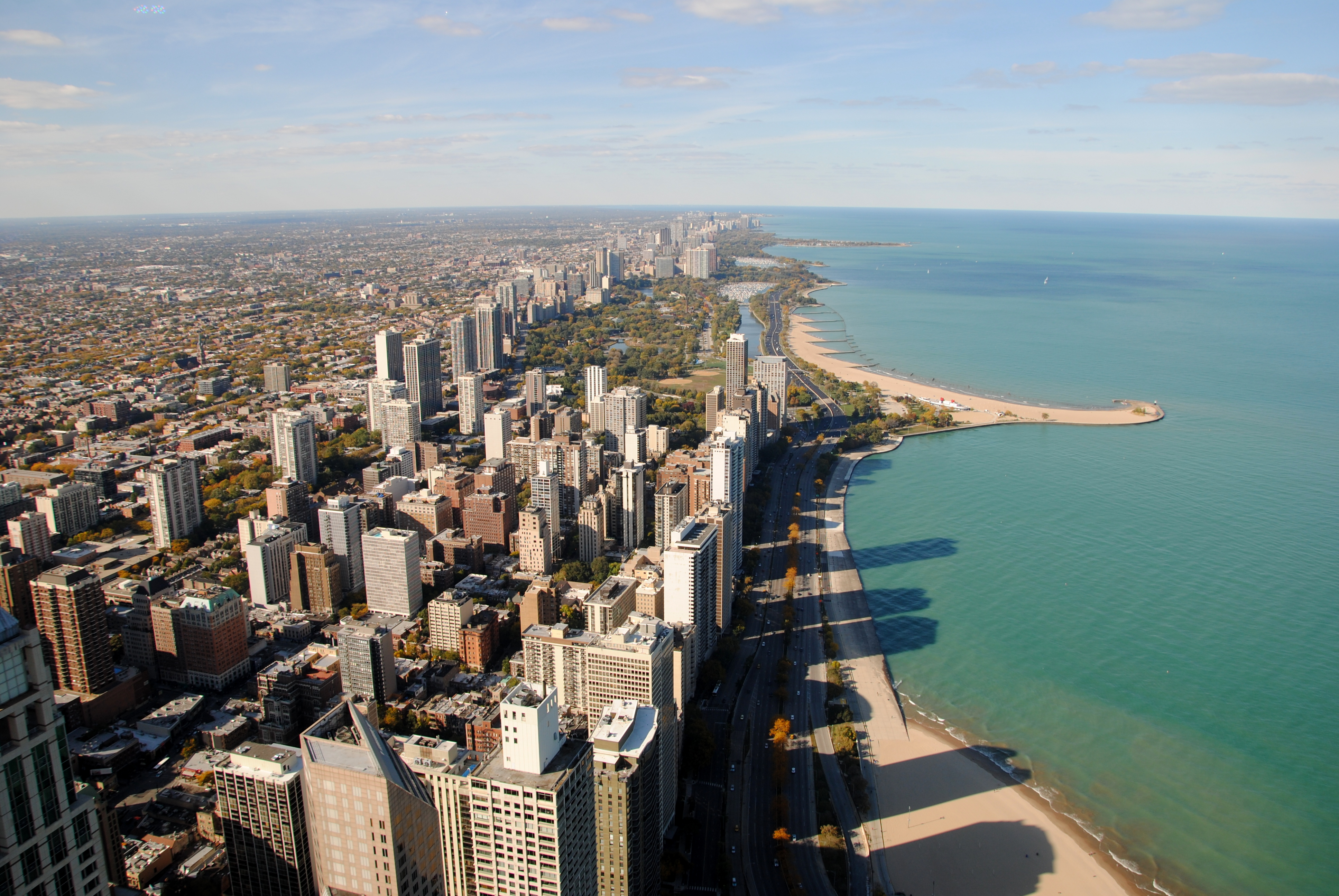
Oak Street Beach, Chicago.
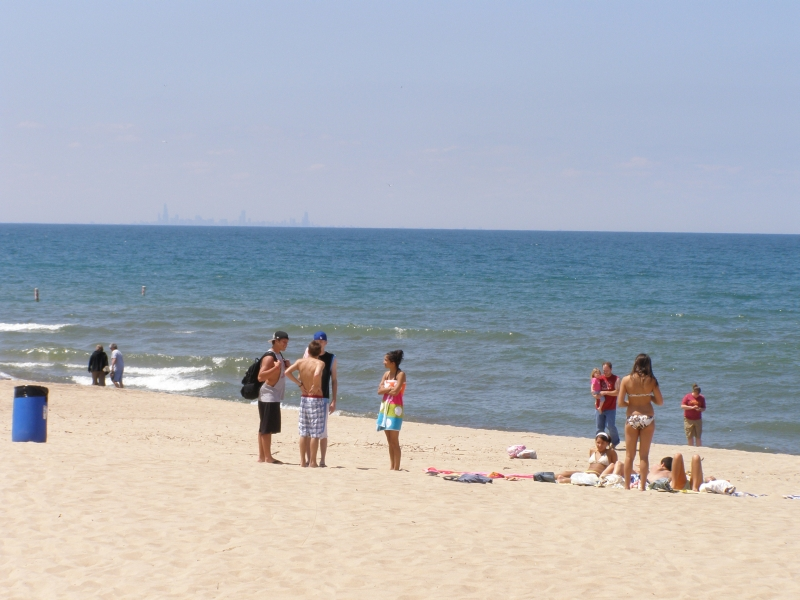
Indiana Dunes National Lakeshore.
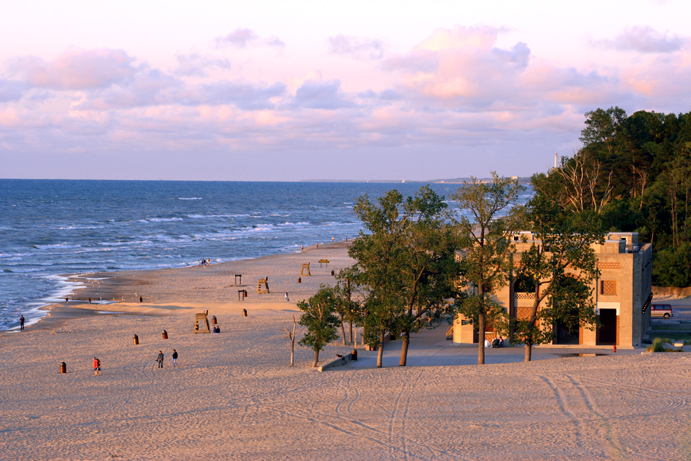
Indiana Dunes Bathhouse en Chesterton, Indiana.
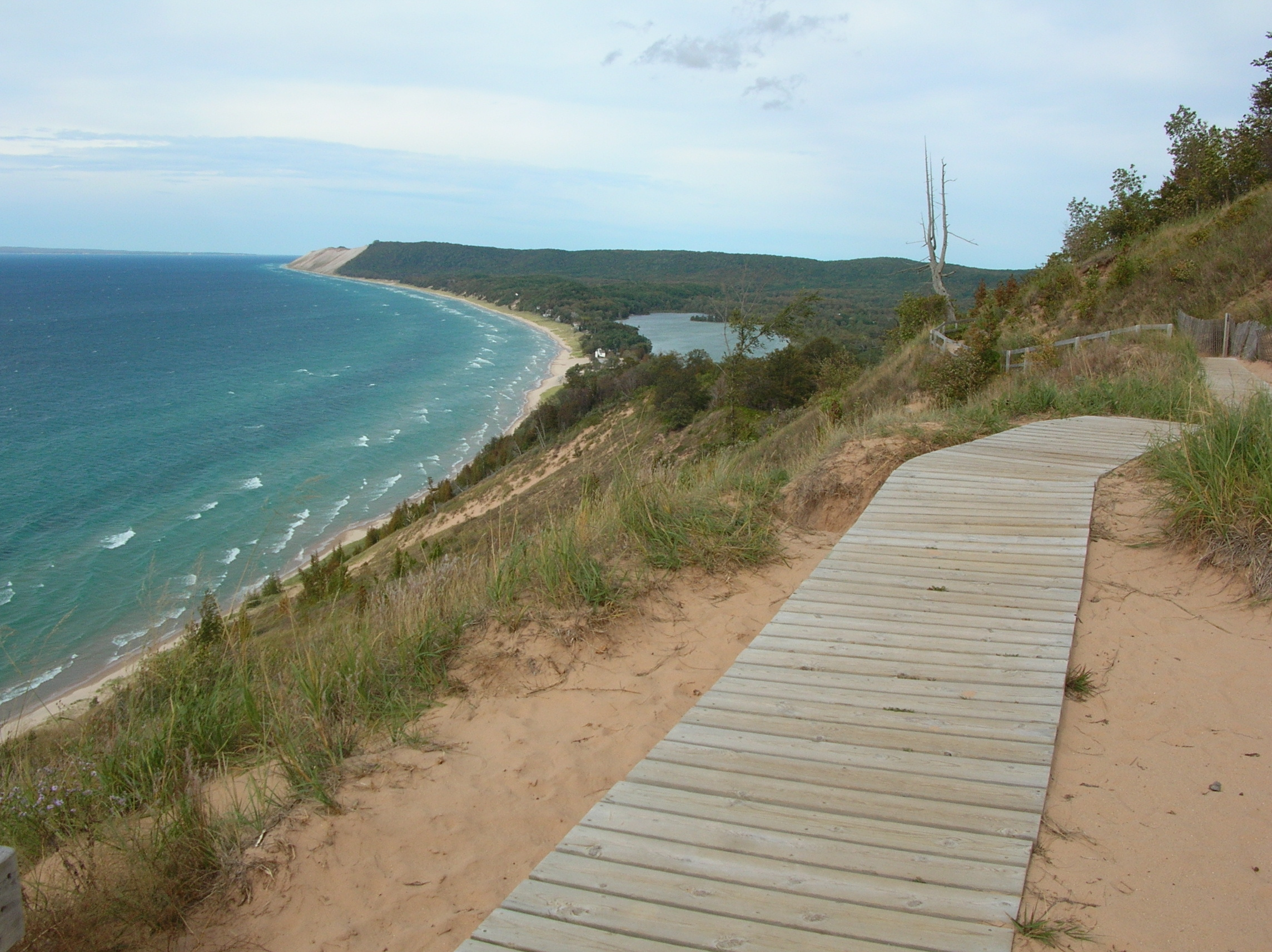
Sleeping Bear Dunes National Lakeshore.
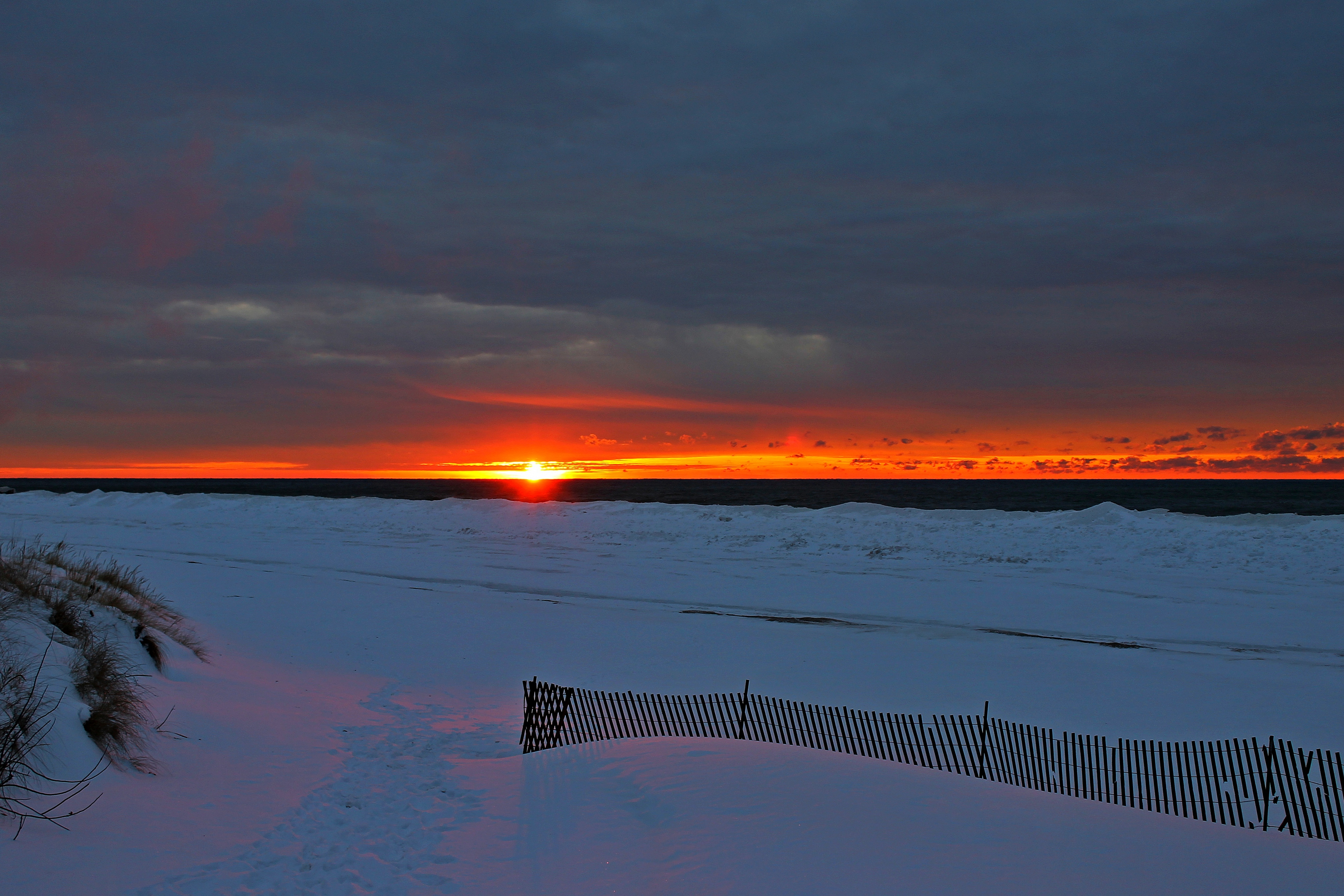
Costa del lago Míchigan en invierno.
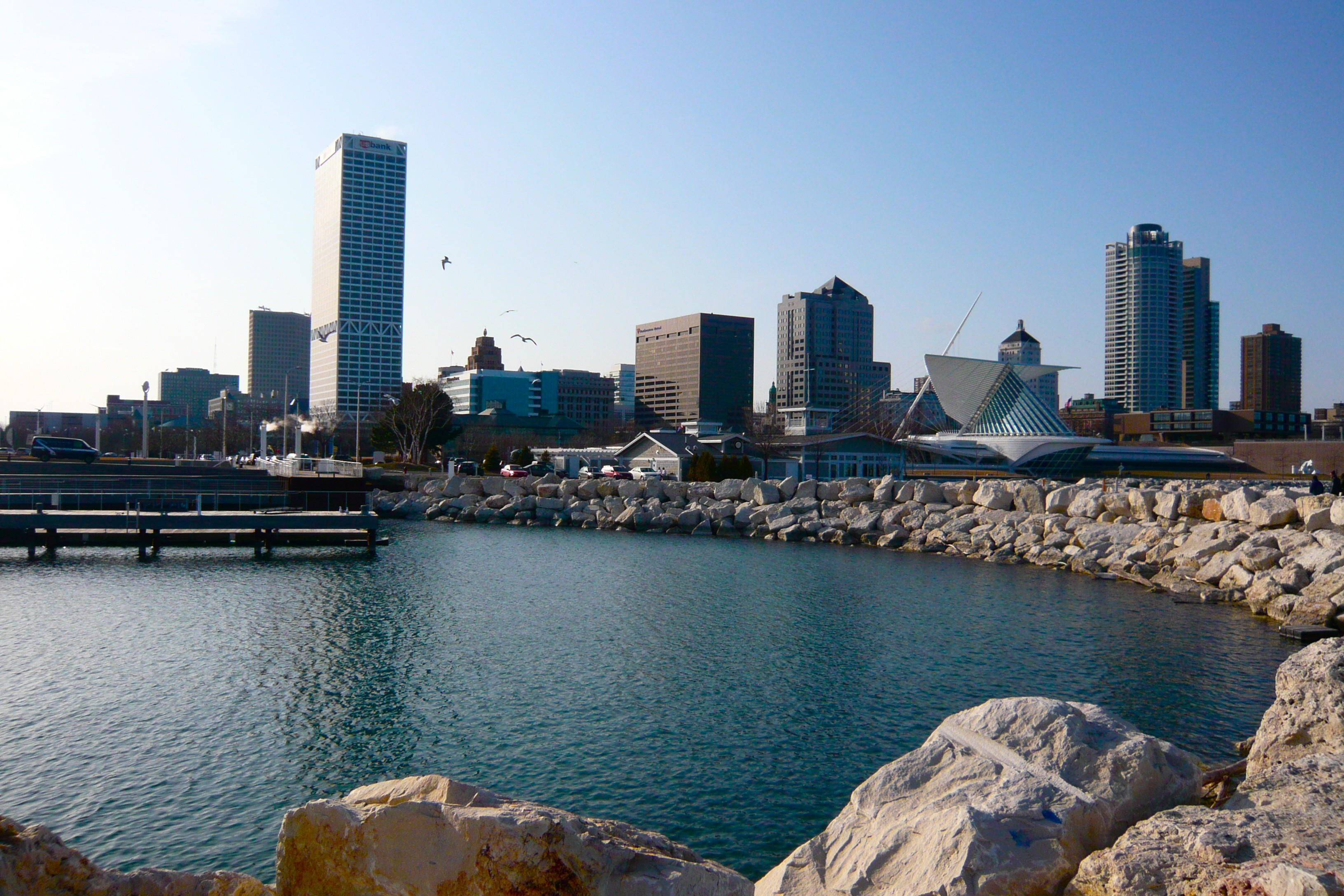
Centro de Milwaukee.
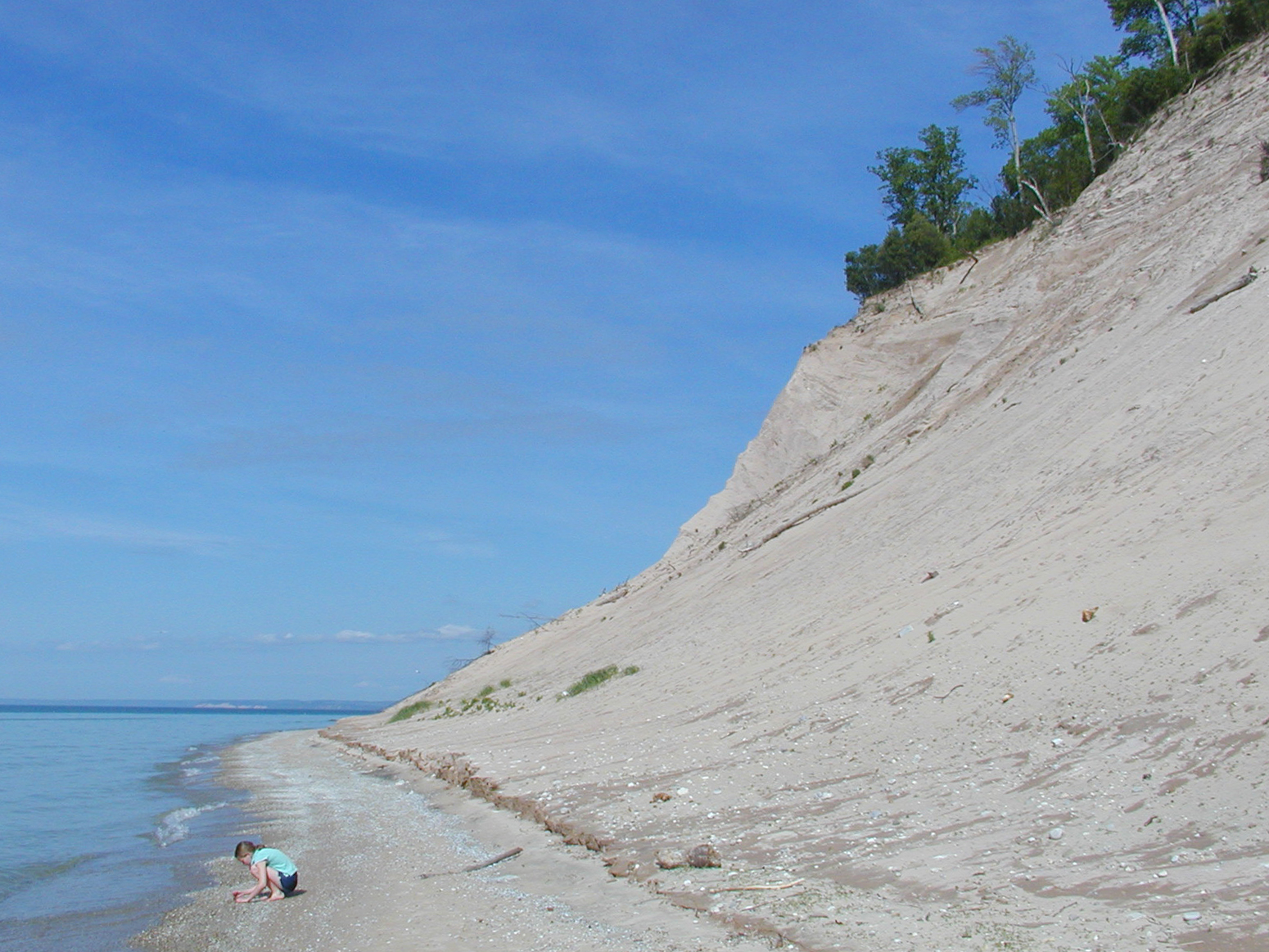
Michigan Immense Public Park.
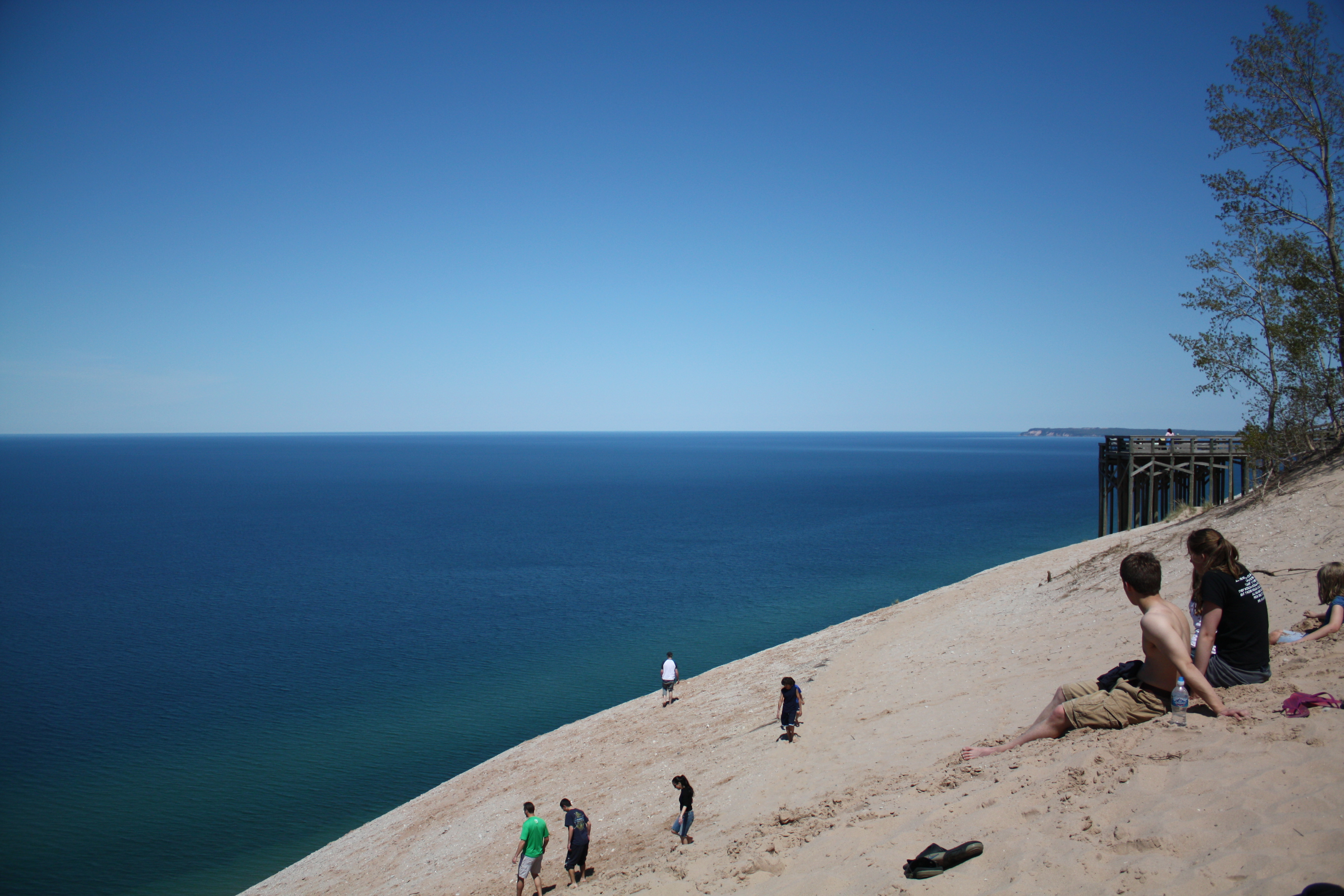
Sleeping Bear Dunes National Lakeshore en 2009.
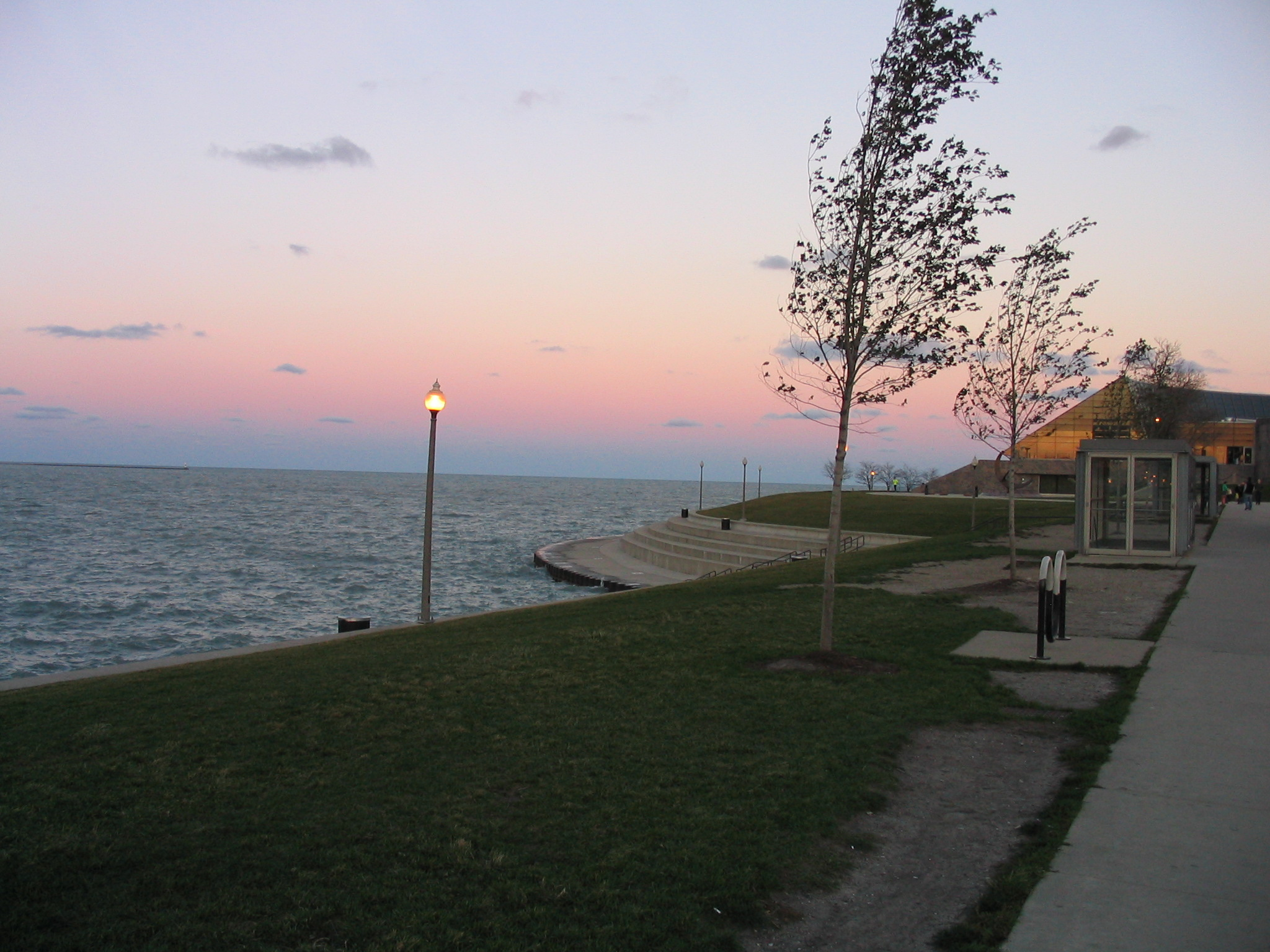
Costas en Chicago.
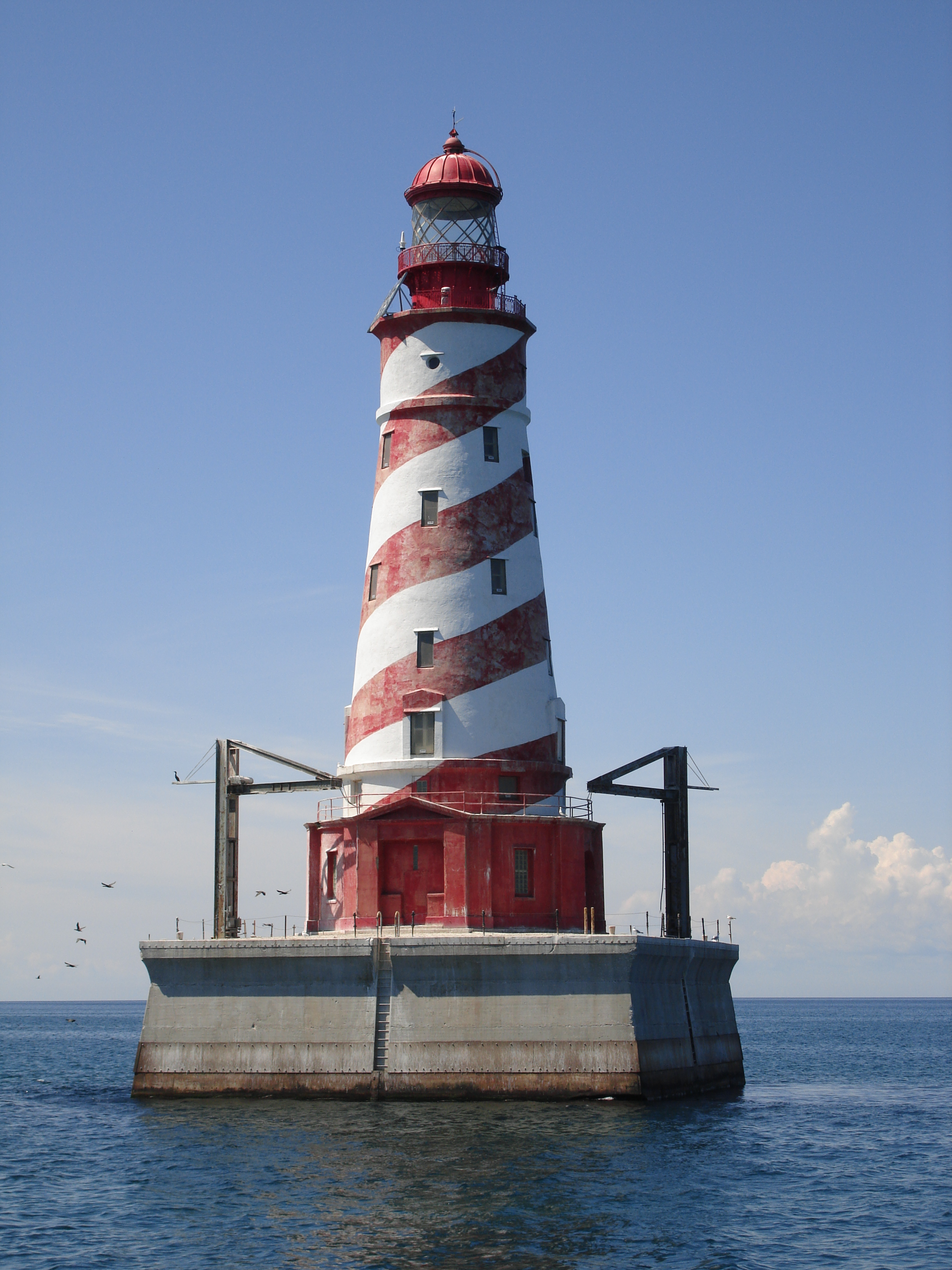
Faro White Shoal.
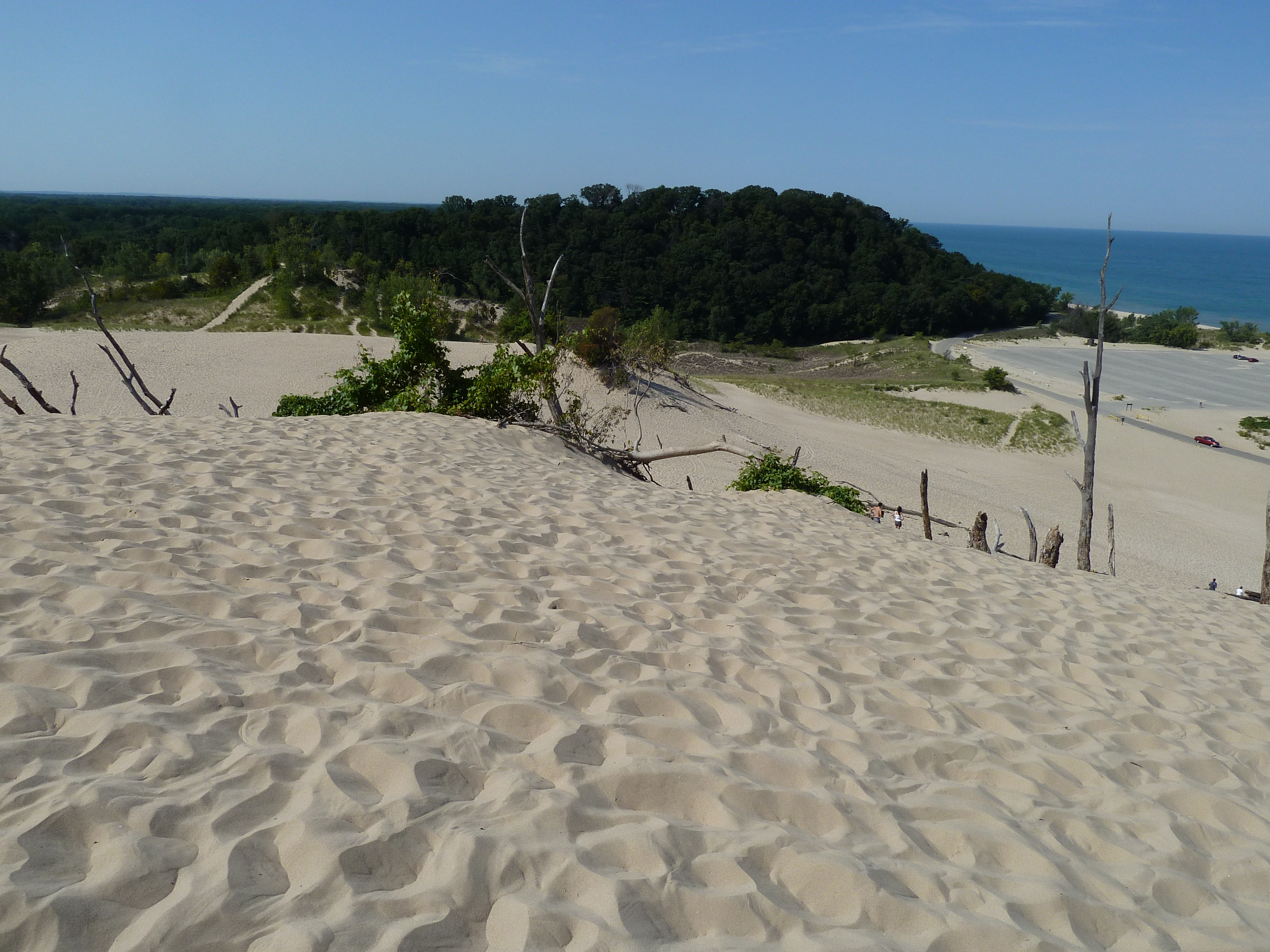
Warren Dunes State Park.